# Le Samyn 2020
Le Samyn 2020 fou la 52a edició de la cursa ciclista Le Samyn. Es va disputar el 3 de març de 2020 sobre un recorregut de 201,9 km. La cursa formava par del calendari UCI Europa Tour 2020 amb una categoria 1.1.
El vencedor final fou el francès Hugo Hofstetter (Israel Start-Up Nation), que s'imposà a l'esprint en l'arribada a Dour a Aimé De Gendt (Circus-Wanty Gobert) i David Dekker (SEG Racing Academy).

## Equips
Vint-i-cinc equips prenen part en la cursa: sis WorldTeams, deu equips continentals professionals i nou equips continentals :
| WorldTeams (6)- AG2R La Mondiale - Deceuninck-Quick Step - Israel Start-Up Nation - Lotto Soudal - NTT Pro Cycling - Trek-Segafredo ProTeams (10)- Alpecin-Fenix - Arkéa-Samsic - B&B Hotels-Vital Concept p/b KTM - Bingoal-Wallonie Bruxelles - Caja Rural-Seguros RGA - Circus-Wanty Gobert - Riwal Readynez - Sport Vlaanderen-Baloise - Total Direct Énergie - Uno-X Norwegian Development Equips continentals (9)- Akros-Excelsior-Thömus - Canyon DHB p/b Bloor Homes - Équipe continentale Groupama-FDJ - Leopard - Metec-TKH-Mantel - Natura4Ever-Roubaix Lille Métropole - SEG Racing Academy - Tarteletto-Isorex - Vitus Pro Cycling p/b Brother UK |
| |

## Classificació final
| \| Classificació general \| Classificació general \| Classificació general \| Classificació general \| Classificació general \| \| Corredor \| Corredor \| Equip \| Temps \| \| \| --------------------- \| --------------------- \| ---------------------- \| --------------------- \| --------------------- \| \| 1r \| Hugo Hofstetter \| Israel Start-Up Nation \| 4h 42' 02" \| \| \| 2n \| Aimé De Gendt \| Circus-Wanty Gobert \| + 0" \| \| \| 3r \| David Dekker \| SEG Racing Academy \| + 0" \| \| \| 4t \| Clément Venturini \| AG2R La Mondiale \| + 0" \| \| \| 5è \| Florian Sénéchal \| Deceuninck-Quick Step \| + 0" \| \| \| 6è \| Giacomo Nizzolo \| NTT Pro Cycling \| + 0" \| \| \| 7è \| Alex Kirsch \| Trek-Segafredo \| + 0" \| \| \| 8è \| Gianni Vermeersch \| Alpecin-Fenix \| + 0" \| \| \| 9è \| Tim Declercq \| Deceuninck-Quick Step \| + 0" \| \| \| 10è \| Dries Van Gestel \| Total Direct Énergie \| + 0" \| \| |                   |                        |            |
| |                   |                        |            |
| Font: ProCyclingStats |                   |                        |            |
| Classificació general |                   |                        |            |
| Corredor | Corredor          | Equip                  | Temps      |
| 1r | Hugo Hofstetter   | Israel Start-Up Nation | 4h 42' 02" |
| 2n | Aimé De Gendt     | Circus-Wanty Gobert    | + 0"       |
| 3r | David Dekker      | SEG Racing Academy     | + 0"       |
| 4t | Clément Venturini | AG2R La Mondiale       | + 0"       |
| 5è | Florian Sénéchal  | Deceuninck-Quick Step  | + 0"       |
| 6è | Giacomo Nizzolo   | NTT Pro Cycling        | + 0"       |
| 7è | Alex Kirsch       | Trek-Segafredo         | + 0"       |
| 8è | Gianni Vermeersch | Alpecin-Fenix          | + 0"       |
| 9è | Tim Declercq      | Deceuninck-Quick Step  | + 0"       |
| 10è | Dries Van Gestel  | Total Direct Énergie   | + 0"       |